# Sandra Sabattini
Sandra Sabattini (Riccione, Italija, 19. kolovoza 1961. - Bologna, Italija, 2. svibnja 1984.) - talijanska blaženica Katoličke Crkve. Prva zaručnica koja je uzdignuta na čast oltara.
Rođena je u vrlo religioznoj obitelji. Kad je imala 4 godine, obitelj se preselila u prezbiterij sv. Jeronima u Riminiju, gdje je župnik bio njezin ujak Giuseppe Bonini. Kada je imala samo 10 godina, Sandra je počela voditi dnevnik. U njemu je pronađena rečenica:
```
"Život bez 
Boga
 samo je umiranje, dosadno ili smiješno, ali ispunjeno iščekivanjem smrti."
[
2
]
```

U dobi od 12 godina pridružila se zajednici Ivana XXIII. i počela aktivno sudjelovati u njezinu formacijskom programu i karitativnim aktivnostima. Sandra je svoj kratki život posvetila pomaganju invalidima i ovisnicima o drogama. Nakon završene škole, započela je studij medicine na Sveučilištu u Bologni. Također je htjela otići u Afriku kao medicinska misionarka.
Dok je prisustvovala sastanku zajednice pape Ivana XXIII., upoznala je mladića po imenu Guido Rossi. Zaljubili su se dijeleći iste ideale. Zaručili su se te krenuli put prema braku, a spajala ih je ljubav prema Bogu i prema siromašnima.
Ujutro, 29. travnja 1984., dok je izlazila iz automobila kako bi prisustvovala skupu sa svojim dečkom i prijateljem, udario ju je drugi automobil. Primljena je u bolnicu Bellaria u Bologni, gdje je umrla nakon tri dana u komi 2. svibnja 1984. u dobi od 23 godine.

## Proces beatifikacije
Proces beatifikacije odvijao se na biskupijskoj razini od 27. rujna 2006. do 6. prosinca 2008. godine. Papa Franjo je 6. ožujka 2018. dopustio dekretom, da se Sandra Sabattini proglasi časnom službenicom Božjom.
Papa Franjo je 2. listopada 2019. službeno priznao ozdravljenje Talijana Stefana Vitalija kao čudo po Sandrinom zagovoru, zahvaljujući čemu je prozvana blaženom. Sandrina ceremonija beatifikacije, koja je prvotno bila zakazana za 14. lipnja 2020. u Riminiju zbog pandemije koronavirusa, odgođena je za novi datum. Konačno, Sandrina je beatifikacija održana 24. listopada 2021. u Riminiju.